# KTU
KTU (вимовляється як К-2 — «кей-ту») — фінсько-американський супергурт, який грає прогресивний та експериментальний рок. Утворився у 2004 році шляхом об'єднання двох дуетів — TU (Трей Ганн і Пет Мастелотто) і Kluster (Кіммо Похьонен і Самулі Космінен).

## Історія
Похьонен і Космінен заснували дует Kluster у 2001 році. Обидва музиканти, відзначені багатьма нагородами, відомі як авантюристи у своїх галузях; їхнє партнерство виводить акордеонну музику на нові та незвідані території. На сцені Космінен відтворює фрагменти акордеонних партій та голосу Похьонена перкусійно за допомогою електронних барабанів. Самулі грає також на барабанах з ісландським гуртом múm. Серед інших нещодавніх колаборацій Кластера — проєкт Uniko разом із Кронос-квартетом.
Ударник і перкусіоніст Пет Мастелотто і гравець на сенсорній гітарі Трей Ганн зробили успішну кар'єру в гурті King Crimson. Вони познайомилися в студії Пітера Ґебріела Real World Studios перед гастролями з Девідом Сильвіаном та Робертом Фріппом. Вони випустили один студійний альбом як дует TU.
Підґрунтям для створення супергурту KTU став фестиваль SXSW в Остіні, штат Техас, який відбувся в березні 1999 року, коли Похьонен виступав в Electric Lounge разом із ProjeKcts — відгалуженням King Crimson у складі Мастелотто, Ганна й Фріппа. Ідея утворити гурт визрівала впродовж наступних п'яти років.
Репетиції та світова прем'єра концерту KTU відбулися в Гельсінкі в клубі Nosturi у квітні 2004 року, після чого гурт дав чотири концерти в Токіо. Записи з цих шоу увійшли до дебютного альбому 8 Armed Monkey, випущеного у 2005 році. Живі концерти продовжилися у 2005 році: гурт став хедлайнером на фестивалях Moers Festival, Kulturzelt, Kulturarena у Німеччині та на FMM Sines у Португалії. У 2007 році KTU дебютували з концертами в США і Мексиці у складі тріо (без Космінена, який час від часу продовжує приєднуватися до гурту).
Другий альбом гурту, Quiver, вийшов у березні 2009 року.

## Члени гурту

### Поточний склад
- Трей Ганн
- Пет Мастелотто
- Кіммо Похьонен[en]

### Колишні
- Самулі Космінен

## Дискографія
- 2005: 8 Armed Monkey[en][3]
- 2009: Quiver[en][9].